# 獣医学

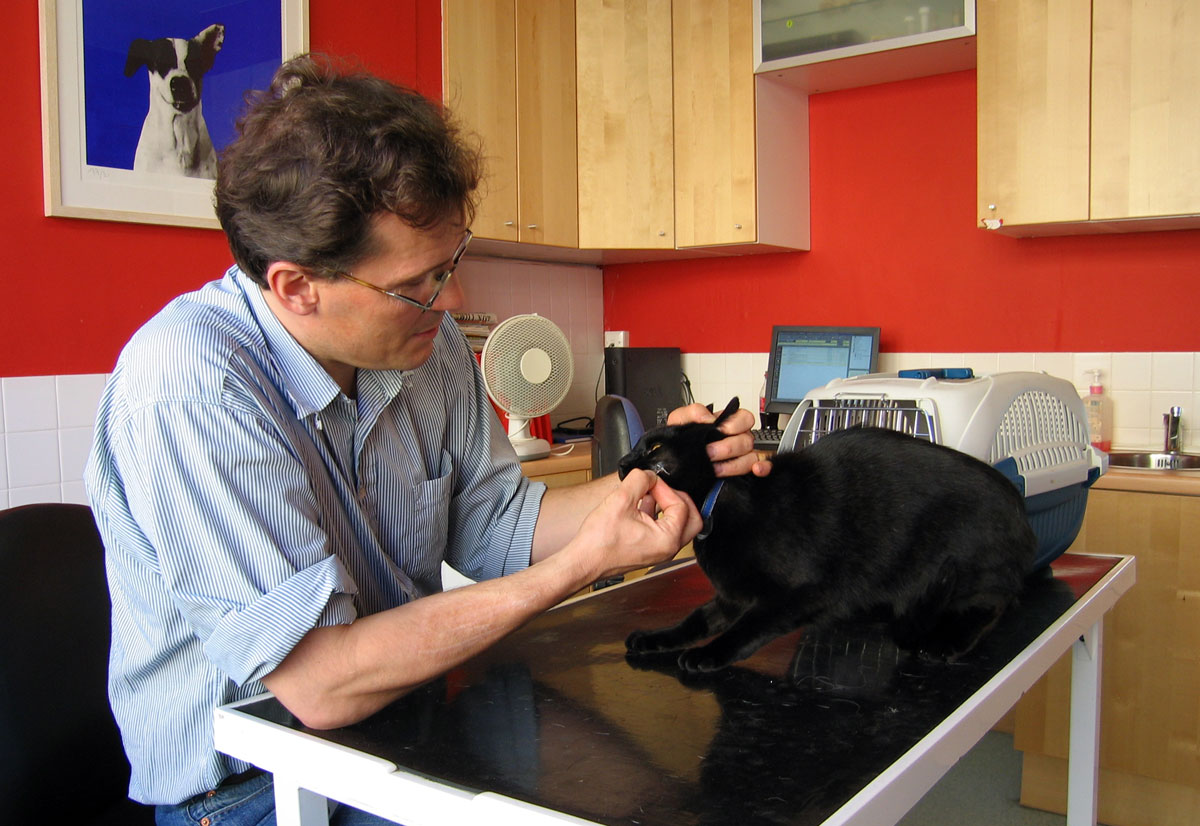
ネコの診療にあたる獣医師

獣医学（じゅういがく、英語: veterinary medicine）は、ペット、産業動物（家畜）、野生動物等の生物原理、病気の診断・治療や、人獣共通感染症などを医学的な視点で研究するための学問を指す。微生物学とあわせて食の安全に応用できる学問でもある。
獣医学は家畜生産の実践、群単位での健康管理、疾患のモニタリングなどを研究し、保護するために不可欠の分野である。科学的知識の取得・応用が必要となり、家畜と野生動物両方の疾患防御、及び食品衛生や環境衛生を通じた人間の健康の維持・増進を目的とした技術を使用する。

## 獣医学の歴史

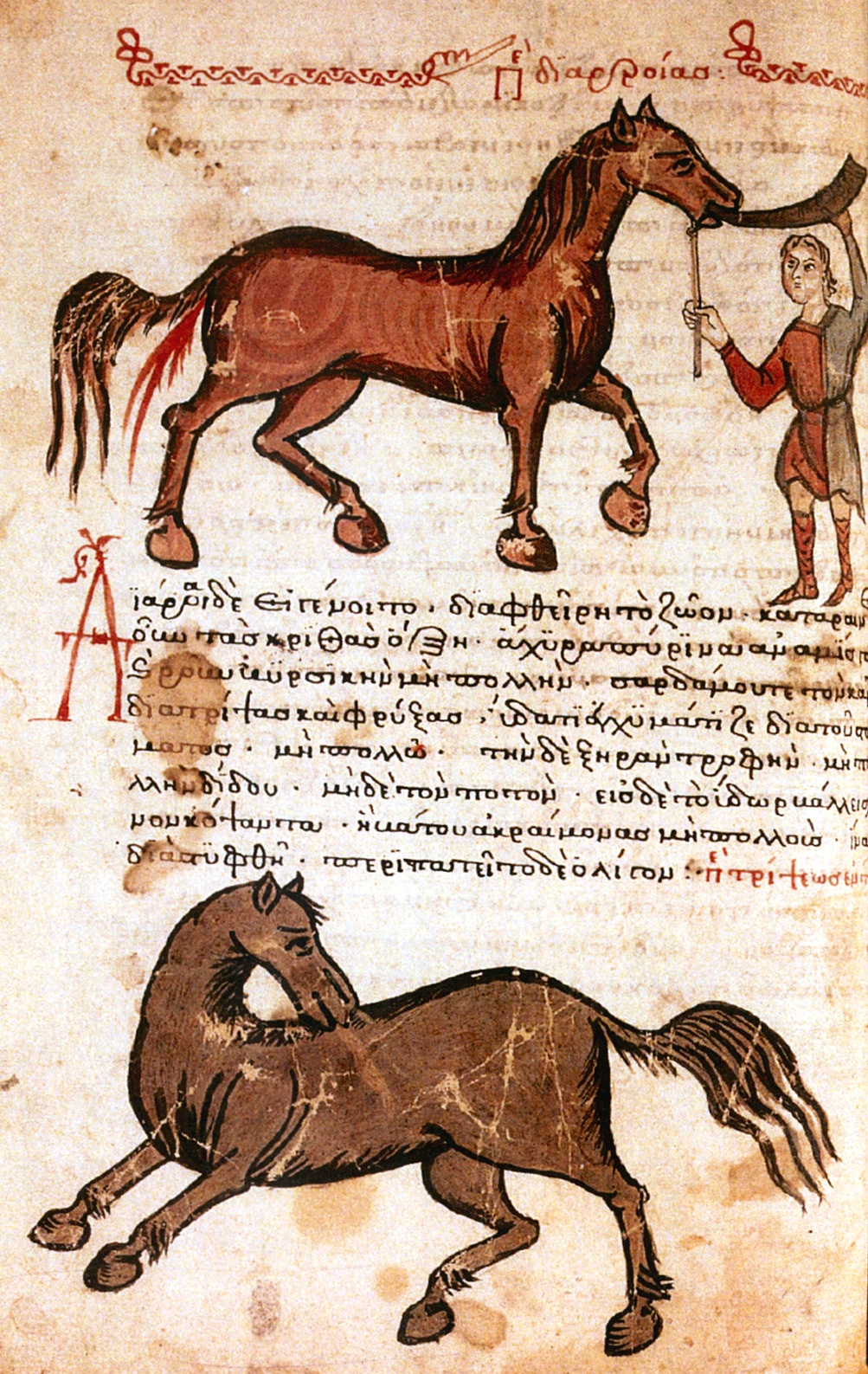
東ローマ帝国時代にて執筆された馬の医学書『ヒッピアトリカ』から、下痢の治療

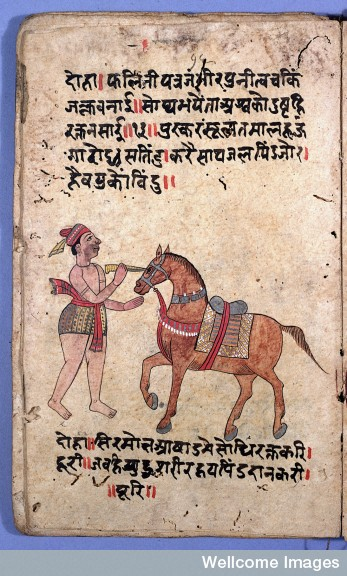
紀元前3世紀のインドで書かれた獣医学書『Shalihotra』の写本から、馬の目の手術について。ほかにゾウや馬の治療や病気の予防などについて記述されている。

新石器時代の牛の遺骨から穿頭の跡が見られることから、この時代には獣医学に関する考えがあったことが推察できる。
紀元前2,000年頃のシュメール文化における世界最初の獣医師に関する記述が残される。
エジプト第12王朝の時代（紀元前1991 - 紀元前1782年頃）に書かれた医学書カフーン・パピルスにも動物への治療に関する記述が確認される。
中国では、新石器時代仰韶文化の集落遺跡姜寨遺跡などに家畜用柵と共に糞を集めた場所が発見され、衛生に配慮が行われた様子が見られる。そのほかにも、甲骨文字に人と動物の両方に使われる病名で寄生虫や歯痛などが見られるほか、豚の去勢を示す字がある。また、兵馬俑にある馬の像が騸馬（去勢馬）であるという指摘もある。
教育を行う学校が建てられたのは、1762年1月1日に創設されたフランスの国立リヨン獣医学校（2010年、合併によりVetAgro Supに名称変更）が最初である。フランス王ルイ15世の馬術教師クロード・ブルジェラによって国家会議を経て創設された大学で、大蔵大臣兼官房長官のアンリ・ベルタンによるルイ15世への説得で1764年6月3日に王立学校となった。
日本においては、神話に大国主命が因幡の白兎の皮を治療した話があり、『日本書紀』にて大国主とスクナビコナが畜産の病気の治療を行った。第33代推古天皇の時代に、聖徳太子と橘猪弼が高句麗から渡ってきた恵慈から療馬の法を学んだ。
このように獣医学は人間と動物の結び付きと同じ程度の長い歴史を持つが、20世紀には、ほとんどの動物種に対して診断・治療技術が利用できるようになったことで、特に急激な進歩を見せている。インスリン注射・歯根管充填・人工股関節置換・白内障治療・心臓ペースメーカー設置などの人間並みの歯科的・外科的医療を受けることもある。
獣医学の専門化は近年特に進んでいる。米獣医学協会（American Veterinary Medical Association；AVMA）では、外科学・内科学・心臓病学・皮膚学・神経学・腫瘍学・放射線学・行動学・麻酔学・救急医療など20の専門科を認定している。
現在の日本の獣医学教育は家畜解剖学・家畜生理学・家畜生理化学・家畜薬理学・家畜微生物学・家畜衛生学・獣医疫学・獣医公衆衛生学・家畜病理学・家畜臨床繁殖学・家畜内科学・家畜外科学・家畜伝染病学・家畜寄生虫学・獣医放射線学などの専門科目を含む。
しかし日本における獣医学教育の黎明期においては犬・猫といった小動物に関する学問の発展は副次的なものでしかなく、農商務省獣疫研究室の時重初熊らの取り組みは明治維新以降における食生活の欧米化に対応した家畜の生産性の向上及び軍馬の生産・疾病予防を目的としていた。

## 獣医学の貢献分野
獣医師は家畜の健康維持を通じて、食糧供給における質、量および安全面の一部に携わっている。
例として、家畜の健康維持・繁殖などに関わる産業動物臨床獣医師。と畜場法で屠畜場に配属が決められている衛生管理責任者また屠畜検査員は獣医師が行う。空港で感染症などが侵入しないよう検疫を行っている家畜防疫官、養殖魚の健康管理などを行う水産獣医師、アメリカ軍の全ての食品衛生管理・動物の世話を行うアメリカ陸軍獣医師隊などがある。
また、獣医学者は生物学・化学・農学・薬学研究などにも関わる場合がある。
多くの国で、ウマの獣医学は特殊な分野とされている。臨床活動は主に運動器・疝痛（家畜として飼われるウマの主要な死亡原因）を含む消化器・整形外科・呼吸器感染症の問題への対処が中心となる。
動物医療（zoologic medicine）は、動物園および野生動物の健康管理を含み、野生動物保護なども行う。
研究・医療分野
人間にも感染する病気、畜産動物、養殖魚、ミツバチなどの産業動物などの疾病研究も行うが、野生の動物などの研究も行われる。
- 人獣共通感染症
- 野生動物の病気（英語版） - 人間に感染しないが、野生の動物種固有の病気などの研究。
- 魚病学 - 魚介類（養殖魚、ホタテ、蠣など）の病気を扱う。
- 昆虫医科学（英語版） - ミツバチなどの産業動物など昆虫の病気を扱う。

## 獣医学の教育・免許
大学の獣医学部、獣医学研究科などで教育を行う。獣医師国家試験によって日本で獣医師と働くことができるようになる。また日本以外で働く場合は、北米獣医師試験（ECFVG）、欧州獣医学教育認証（EAEVE認証）などの試験と免許が必要である。
日本
6世紀終わりごろに伝来した、恵慈から聖徳太子と橘猪弼へ教えられた療馬の法（太子流療馬術）。
9世紀に遣唐使として渡った硯山左近将監平仲国が大延という馬医から教わった方法（仲国流）。仲国流から18代後の人心海入道政近（藤原政近）によって桑島流が始められる。
これらの療馬術は、世襲制、徒弟制で秘密裏に伝えられた。書籍は、馬書、馬医書などが残るが、西洋の獣医学が伝わるまで秘伝とされていたものもある。

## 臨床獣医学
人間の医療と同様に、獣医学の実践に本来必要となるのは、患畜の求めに応じた多様な専門分野を持つ獣医師の集団である。獣医師の専門化が進む欧米とは異なり、日本では1人の獣医師が複数の（時には全ての）診療科を担当することは珍しくなく、専門的とまで至らないのが現状である。技術的補助を担当する獣医師以外のスタッフを置く動物病院も多い。
日本で獣医師の資格を得るには、大学で獣医師養成する学部・学科・課程にて6年間専門科目を学び、獣医師国家試験に合格しなければならない。